# Torre Mayor

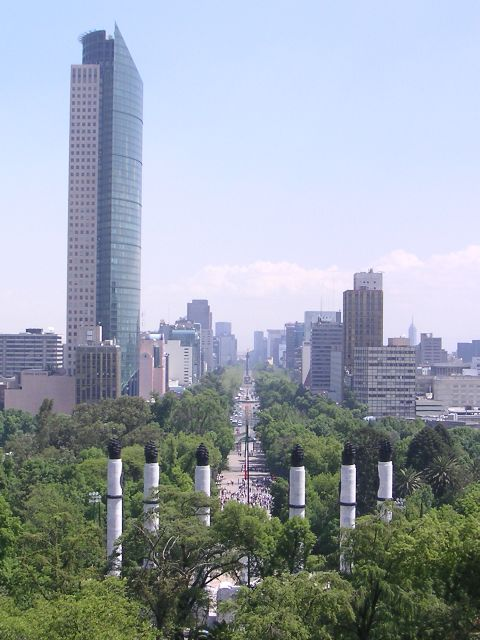
De Torre Mayor gezien vanaf Chapultepec

De Torre Mayor is een wolkenkrabber in Mexico-Stad. Met een hoogte van 225 meter is het het hoogste gebouw van Latijns-Amerika.
Het adres van de Torre Mayor is Paseo de la Reforma 515, niet ver van Chapultepec en het monument voor de Niños Héroes. Het gebouw heeft 55 verdiepingen, 29 liften en 73.900 vierkante meter kantoorruimte. Op het dak bevindt zich een uitkijkplatform, maar dit is niet geopend voor publiek. De bouw van de toren is begonnen in 1999 en voltooid in 2003. Voor de voltooiing was de Torre Ejecutiva Pemex het hoogste gebouw van Mexico, en het Parque Central Complex in Caracas, Venezuela als hoogste gebouw van Latijns-Amerika.
De toren is samen met de U.S. Bank Tower in Los Angeles de meest aardbeving-resistente wolkenkrabber ter wereld. De Torre Mayor is ontworpen om aardbevingen met een kracht van meer dan 8,5 op de schaal van Richter te kunnen weerstaan.